# Лаутари (фільм)
«Лаутари» (рос. «Лаутары») — молдовський радянський художній фільм 1971 року режисера Еміля Лотяну, що оповідає про життя молдовських бродячих народних музикантів, що називалися лаутарами.

## Сюжет
Основною сюжетною лінією кінострічки є життєва історія головного героя — скрипаля Томи Арістара. Молодик пристрасно закоханий у циганку Лянку, але, на жаль, їм не судилося бути разом. Тільки наприкінці фільму бродячому музиканту Тому, який усе подальше життя сподівався віднайти свою кохану, та вже немолодій Лянці доля знову дарує зустріч.

## Акторський склад
- Тома Алістар — Сергій Лункевич (у дорослому віці), Думітру Хебешеску (в юності), Євген Ролько (в дитинстві);
- циганка Лянка — Галина Водяницька (доросла), Ольга Кимпяну (в юності), Анжеліка Яшенку (в дитинстві);
- Грігоре Грігоріу — Раду Негостін
- Світлана Тома — Раміна
- Хараламбіе Бердага, Думітру Мокану, Іліє Мескей — лаутари
- Васіле Зубку-Кодряну — Іліє Вілчу
- Віллі Мусоян — лаутар Драгомир
- Міхай Курагеу — гайдук
- Михайло Тімофті — Василь
- Іон Аракелу — Янку
- Домініка Дарієнко
- Констанца Тирцеу — Дакіца, мати Лянки
- Думітру Фусу
- Валеріу Купча
- та багато ін.

## Творча група
- Режисер-постановник та автор сценарію: Еміль Лотяну
- Оператор-постановник: Віталій Калашников
- Художник-постановник: Георге Дімітріу
- Композитор: Еуженіу Дога
- Обробка музичного фольклору: Ісидор Бурдин
- Костюми: Маріана Дімітріу
- Режисер: Валерій Харченко
- Оператор: В. Одольський
- Директор картини: Н. Палій

## Прокат фільму та досягнення
Прем'єра фільму відбулася 25 червня 1971 року і відразу ж здобула прихильність глядачів. У колишньому Радянському Союзі кінокартину переглянуло понад 13 мільйонів глядачів. За кордоном художня кінострічка особливо полюбилася італійцям, про що свідчать численні нагороди, отримані творцями в цій країні. Серед них, зокрема, у 1972 році режисеру й автору сценарію Емілю Лотяну вручено відзнаки відразу на трьох кінофестивалях в Італії:
- премія «Німфа» режисеру й автору сценарію Емілю Лотяну на міжнародному кінофестивалі в місті Неаполі; — нагороди «Срібна мушля», «Ненускуа», «Гаксен» в Сан-Себастьяні;
- приз «Срібна сирена» на фестивалі радянських фільмів у Соренто.
- 1973 року в Орв'єто, на міжнародному кінофестивалі фільмів про мистецтво і фольклор, кінострічка «Лаутари» завоювала головний приз.